# Buitreraptor
Buitreraptor — рід динозаврів дромеозавридів, які мешкали під час пізньої крейди в Аргентині у формації Канделерос. Buitreraptor був описаний у 2005 році, типовим видом є Buitreraptor gonzalezorum. Він був розміром з півня і мав дуже витягнуту голову з безліччю дрібних зубів. Буйтрераптор був досить маленьким динозавром. У 2010 році Грегорі С. Пол оцінив довжину в 1,5 метра, вагу в три кілограми. Тіло в цілому також було подовжене, з неглибокою грудною кліткою. Збільшений серпоподібний кіготь на другому пальці стопи утворював довге, але менше лезо, ніж у дромеозавридів, таких як Velociraptor і Deinonychus.

## Історія відкриття
Чотири екземпляри Buitreraptor були знайдені у 2004 році в пісковику в Патагонії, Аргентина, під час розкопок під керівництвом Себастьяна Апестегії, дослідника CONICET з Fundacion Felix de Azara — Університету Маймоніда, і Пітера Маковіцкі, куратора динозаврів у Музеї Філда в Чикаго. Буйтрераптор походить з ранньої пізньокрейдяної формації Канделерос, що датується сеномансько-туронським періодом приблизно 98—97 мільйонів років тому, коли Південна Америка була ізольованим континентом, як сьогодні Австралія. Його виявили у відомій стоянці скам'янілостей під назвою Ла-Буітрера, «сховище стерв'ятників». Попри те, що динозаври рідко зустрічаються на цьому місці, на іншому місці поблизу раніше були виявлені гігантські гіганотозаври, один із найбільших відомих м'ясоїдних динозаврів.
Buitreraptor gonzalezorum — єдиний відомий вид роду Buitreraptor. Його назвали Пітер Маковіцкі, Себастьян Апестегіа та Федеріко Аньолін. Назва роду означає «стерв'ятник-рейдер», від іспанського слова buitre, що означає гриф, щодо La Buitrera, і латинського raptor, «захоплювач». Видова назва вшановує братів Гонсалес, Фабіана та Хорхе, які здійснили більшу частину фактичних розкопок та підготовки скам'янілостей. Голотипний екземпляр, MPCA 245, складається з часткового скелета з черепом дорослої особини. Паратип — MPCA 238, крижова кістка з правим тазом і правою задньою кінцівкою. Череп голотипу був детально описаний у 2017 році, тоді як у 2018 році з'явилася низка нових робіт про анатомію роду. До них входять описи нових зразків, дослідження анатомії хвоста роду та загальний огляд посткраніальних відділів багатьох зразків.

## Палеобіологія
Unenlagiinae мали кращу здатність до бігу та переслідування хижаків, ніж інші дромеозавриди, такі як лавразійські дромеозавриди (Eudromaeosauria), які були більш кремезними, мали коротші ноги та вели активний хижацький спосіб життя. Unenlagiinae були дуже рухливими тваринами, тому що вони були більш стрункими й мали модифіковані плесна, які є відносно тонкими та подовженими. Виходячи з цих адаптацій, цілком імовірно, що Unenlagiinae полювали на дрібних швидких тварин, хоча точні тварини невідомі.
Buitreraptor демонстрував риси, які можна пояснити специфічними методами полювання. Моделі Buitreraptor припускають, що він полював, долаючи великі відстані в гонитві за здобиччю, що може пояснити ознаку довгоногості, спільну для різних родів Unenlagiidae. Buitreraptor характеризувався довгими передніми кінцівками та руками — ймовірно, він покладався на них, щоб утримувати здобич, а вигнутий кіготь другого педального пальця міг травмувати або навіть вбити жертву. Buitreraptor, ймовірно, ковтав здобич цілою через відсутність зазубрених зубів, здатних розривати плоть.Його зуби слугували для того, щоб просто утримувати здобич.

## Галерея

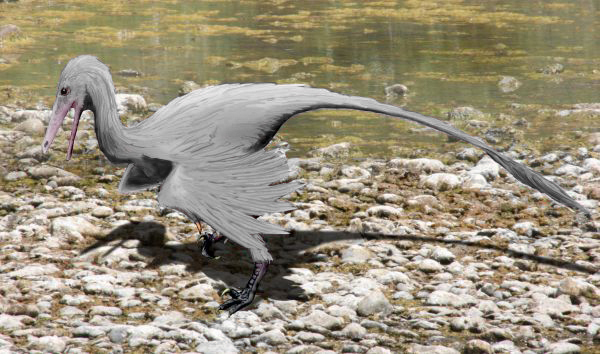
Художнє представлення
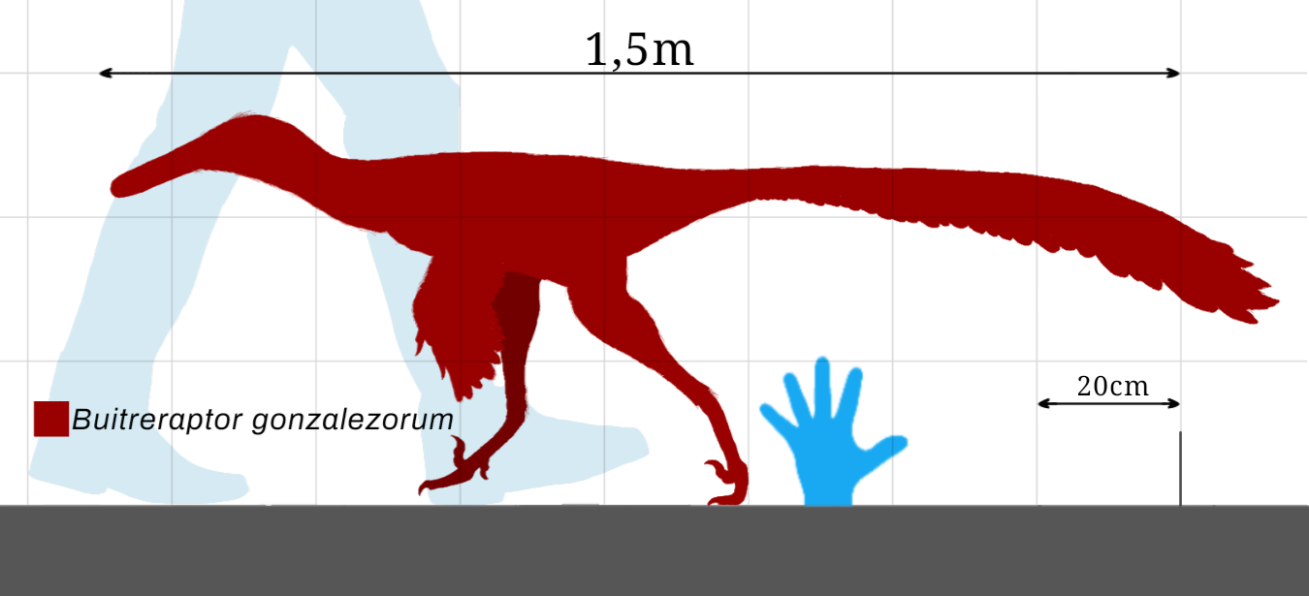
Розмір